# ルイス・ウェイン
ルイス・ウェイン（Louis Wain, 1860年8月5日 - 1939年7月4日）は猫を対象とした作品で知られるイギリスの画家、イラストレーター。晩年には統合失調症を患い、作品中にその痕跡をたどることができる。

## 生涯
ルイス・ウェインは1860年8月5日にロンドンのクラーケンウェルにおいて生まれた。6人兄妹の長兄であり、彼以外の5人は皆女の子であった。
ウェインは学校を抜け出しロンドンを歩き回ることが多かった。後にウエスト・ロンドン美術学校を卒業し、短期間であるが教師として働いている。20歳の時に父が死去し、彼が母と妹の生活費を稼がなくてはならなくなった。

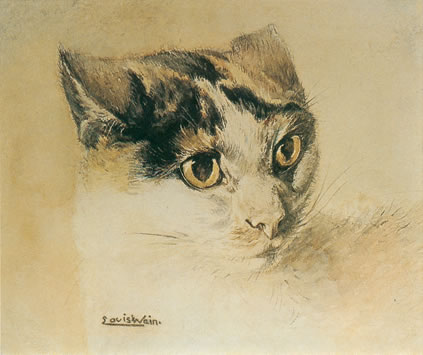
初期の作品

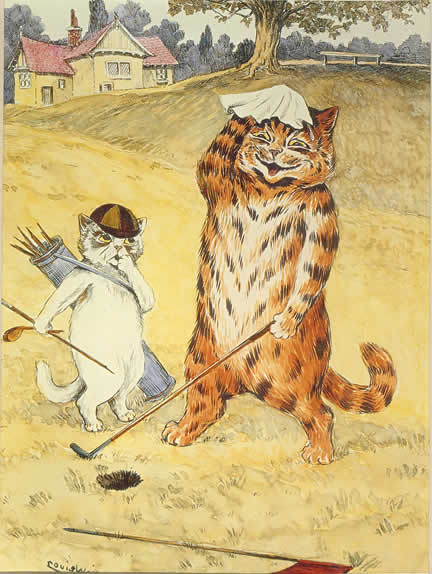
ウェインの作品の特徴である擬人化された猫の絵。

ルイスは給与の安い教師の職を辞め、フリーの画家となることにした。 イラストレイテッド・スポーティング&ドラマティック・ニュースやイラストレイテッド・ロンドン・ニュースをはじめとする雑誌の挿絵として動物画や風景画を描き賃金を受け取った。1880年代を通してウェインは英国の家屋、敷地の詳細な絵や家畜の絵などを描いている。ある時点においては犬の肖像画を描いて生活していこうとも考えていた。
23歳になったウェインは妹の家庭教師であったエミリー・リチャードソンと結婚した。彼女はウェインよりも10歳年長だったが、これは当時のイギリスではやや問題視されることである。二人は北ロンドンのハムステッドで生活を始めたが、エミリーはガンに冒され結婚の3年後に死去してしまった。病に苦しむエミリーはピーターという飼い猫をかわいがっており、妻の余興にしようと考えたウェインはピーターに眼鏡を着けさせ読書をしているかのようなポーズをとらせたりしていた。後にウェインはこの猫について、「私の画家としての創造の源であり、後の仕事を決定づけた」と語っている。この頃のウェインの作品の多くはピーターをモデルとしている。
1886年に擬人化された（日本の創作によく見られる「人間の方が強い」ものではなく、二足歩行や人間のように服を着たり人間のように動くだけの）猫を描いた彼の作品がイラストレイテッド・ロンドン・ニュースに掲載された。『猫達のクリスマス』と題されたこの作品には150もの猫が描かれており、お辞儀をする猫、ゲームをする猫、他の猫の前で演説をする猫の姿を描写している。猫は皆4つ足で服も着ておらず、後の時代のウェインの作品を特徴づける人間らしさは見られない。
さらに時間が経過すると、ウェインの描く猫たちは後ろ足で立って歩き、大口を開けて笑い、豊かな表情を有して当時の流行の服装を着こなすようになった。楽器を演奏する猫、紅茶を飲む猫、トランプを楽しむ猫の他、釣り、喫煙、オペラ鑑賞と人間のすることはみな行っている。このような動物の擬人化はヴィクトリア朝における流行であり、当時のグリーティングカードや戯画にしばしば用いられた。ウェインやジョン・テニエルの作品はその代表例である。
ウェインは多作な画家として知られており、以後30年間で残した作品は数百にも上ると見られる。彼は100あまりの児童書の挿絵を執筆し、新聞、専門誌、雑誌と様々な場所で作品が掲載された。1901年から1915年には"ルイス・ウェイン年鑑"なる書籍が発売されている。
作品においては時代の流行に追いすがろうとする人間社会に対する風刺や皮肉もちりばめられている。ウェインは「レストランなどにスケッチ・ブックを持ち込み、その場にいる人々を猫に置き換えて、できるだけ人間臭さを残したまま描く。こうすることで対象の二面性を得ることができ、ユーモラスな最高の作品になるんだ」と述べている。

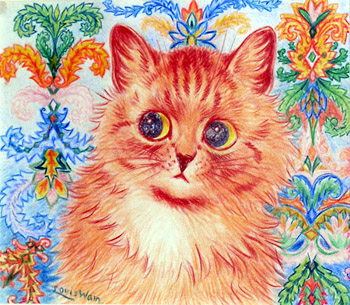
背景に抽象的な幾何学模様の描かれた作品。この時期のウェインは同様の絵を多く残している。このような作品は彼の統合失調症の悪化を反映していると指摘する者が多いが、単に母が編んだ手作りの織物を描いた"壁紙を背景にした猫"にすぎないとする者もいる。

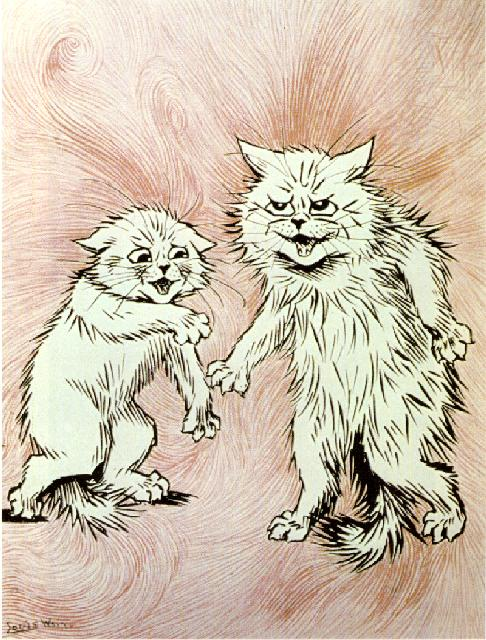
王立ベスレム病院における作品の一つ。入院中に描かれた作品の多くはこれとは異なり過度に抽象化されている。

ウェインは動物に関係したチャリティー活動へも参加している。口のきけない我が友連盟評議会 (Governing Council of Our Dumb Friends League) 、猫保護協会 (Society for the Protection of Cats) 、反生体解剖協会 (Anti-Vivisection Society) などである。全国猫クラブ (National Cat Club) においては議長として活躍していた。猫への軽蔑観を取り除く手助けができると感じていた。
作品の人気の高さにもかかわらず、ウェインは常に金銭に困っていた。母と妹たちの生活費を稼ぎ出さなくてはならず熱心に働いたが、経済的な感覚に乏しいことが仇となった。気性は穏やかでだまされやすく、作品を安く買いたたかれ、権利関係は取引相手に任せっきりで割の悪い契約を押し付けられることもあった。1907年のニューヨークへの旅行においては作品は高い評価を受けたものの、後先を見ない買物の為に懐具合は旅行前よりさらに悪化してしまった。

## 心の病
この時期を境としてウェインの人気にもかげりが見え始めた。それと歩を合わせるようにして精神的にも不安定さが増していった。周囲の人々から『チャーミングだがちょっと変わった人』と評価されることが多かったウェインだが、次第に現実とファンタジーの見分けがつかなくなっていった。話し振りも舌がもつれて何を言っているのか理解できないことが増えていた。そしてウェインの行動や言動は決定的に変わってしまい、統合失調症を発症してしまう。ウェインは妄想に苦しみ、優しい兄であった彼が疑い深く敵意に満ちた性格へと変貌してしまった。ウェインは「映画のスクリーンのちらつきが脳から電気を奪ってしまう」などと主張するようになった。夜には通りを彷徨い歩き、家具の配置を何度も変更し、部屋にこもっては支離滅裂な文章を書き連ねた。
1924年になり彼の言動そして暴力に耐えきれなくなった姉妹によって、ウェインはスプリングフィールド精神病院の貧困者用病棟に収容された。1年後ウェインが病院に隔離されていることが知られるようになると、ハーバート・ジョージ・ウェルズなどの嘆願と当時の首相の介入により、彼の治療環境は改善されるようになった。ウェインは王立ベスレム病院へと移され、続いて1930年には北ロンドンハートフォードシャーのナプスバリー病院へと転院された。この病院には患者たちのために心地よい庭が用意されており、そこには数匹の猫が飼育されていた。ウェインは死去するまでの9年間をこの施設で過ごし、本来の穏やかな性格を少しずつ取り戻していった。気が向けば以前のように猫の絵に取りかかったが、その作品は原色を多用した色使い、花を模した抽象的な幾何学模様などで構成されている。
精神病理学の教科書においては、ウェインの一連の絵画作品の表現の変遷が、彼の精神症状の悪化を示している事例として広く取り上げられている。だがウェインは作品に制作日を入れなかったので、各作品がこれらの教科書で紹介されるような順序で制作されたかどうかは、実際にはわかっていない。ウェインの伝記 "Louis Wain: The Man Who Drew Cats" の著者ロドニー・デイルは、これらの絵画がウェインの精神状態の悪化を示しているという説について「ウェインはさまざまな描画のパターン、さまざまな猫の描写を試みており、亡くなる寸前まで、慣習的なスタイルでの猫の絵画も制作し続けていた。それらは猫よりも抽象的パターンに近づいた（俗説でいうところの）『後期の』作品よりも、10年以上も後の作品である」と批判している。
一方2012年、ケヴィン・ヴァン・エーケレン博士は、ウェインの初期の物語作品、たとえばLouis Wain Kitten Book (1903) などには、すでに精神病的な徴候が現れているという説を提唱している。この分析は、「正常」と「狂気」の間の連続性に注目する、ルネ・ジラールのミメーシス的精神病論に基づいている。
2012年12月、デヴィッド・オ・フリン博士は、ベツレム王立病院文書博物館における「Kaleidoscopic Cats」展のギャラリー講演で、この順序は「作品を制作したルイス・ウェインと、これを一連の順序に並べた精神分析医のウォルター・マクレー (1902–1964)」という2人の人物によって作られたものだ、という見解を示している (Two men and eight cats - YouTube)。オ・フリンによれば、マクリーは1930年代に、芸術活動とメスカリンによって引き起こされる精神症状との関連性について実験を行っており、ウェインの諸作品の時系列的変遷は、先の実験から導いた「統合失調症の患者からは創造的才能が失われる」という主張の証拠だと考えていたという。だがいわゆるアウトサイダー・アートは、こうした説が誤りであることを示している。オ・フリンは、ウェインの後期作品には、作品水準の劣化どころか、より高度な実験性と多彩な色使いが見出せるという。彼は1960年代以後、ウェインの諸作品には制作日付がなく、先の制作順序も特定の意図に沿って作られたものだったことが判明しつつあるにもかかわらず、「『精神病的悪化』という架空のできごとについての表象は驚くほど根強」く、この一連の作品は「精神病院のアートにおけるモナリザ」になったと言う。

## 名声
H・G・ウェルズはウェインについて、「彼は自身の猫をつくりあげた。猫のスタイル、社会、世界そのものを創造した。ルイス・ウェインが描く猫とは違うイギリスの猫は、自らを恥じてしかるべきである」と記している。

## 他の作品
- [5]
- [5]
- [5]
- [5]
- [5]

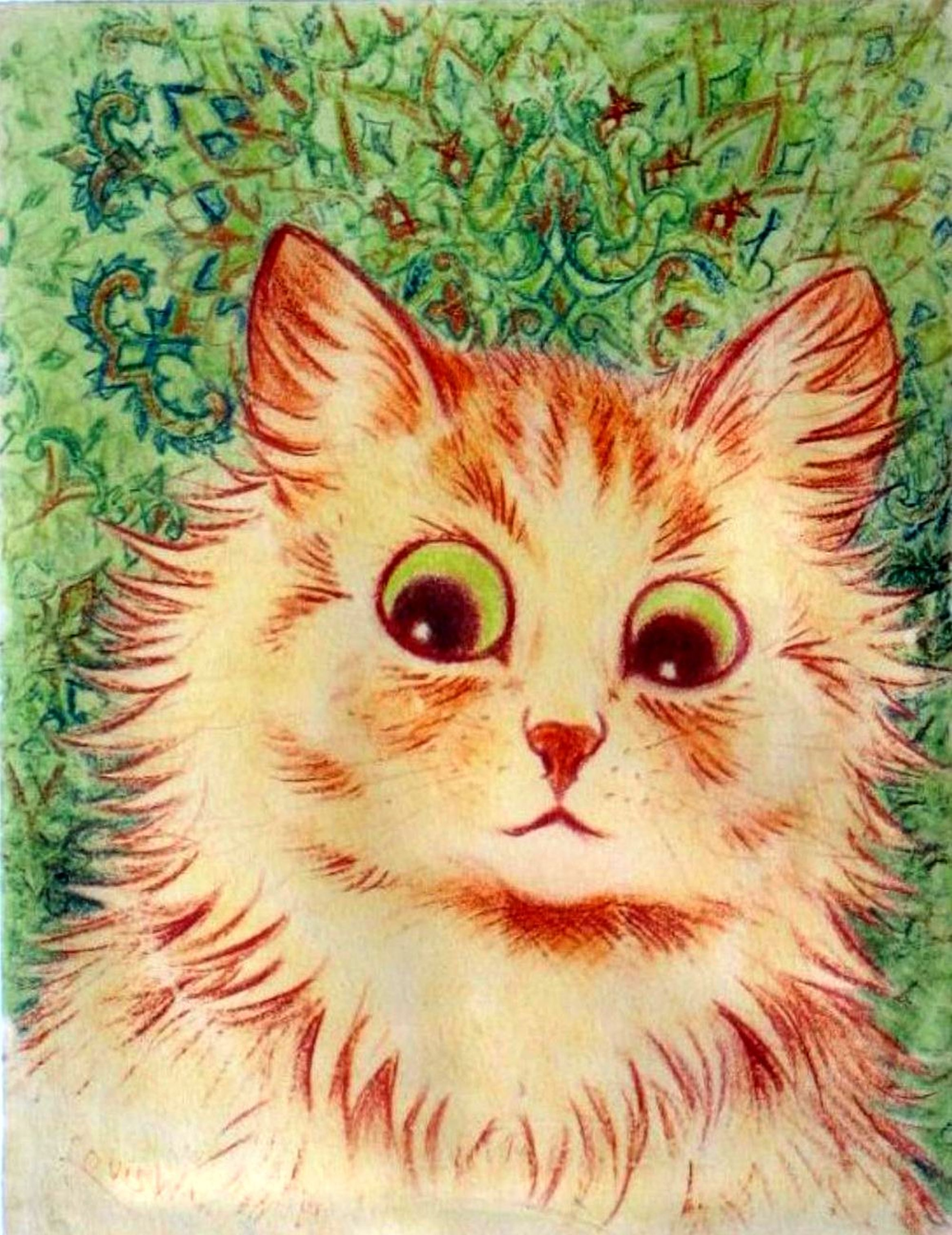
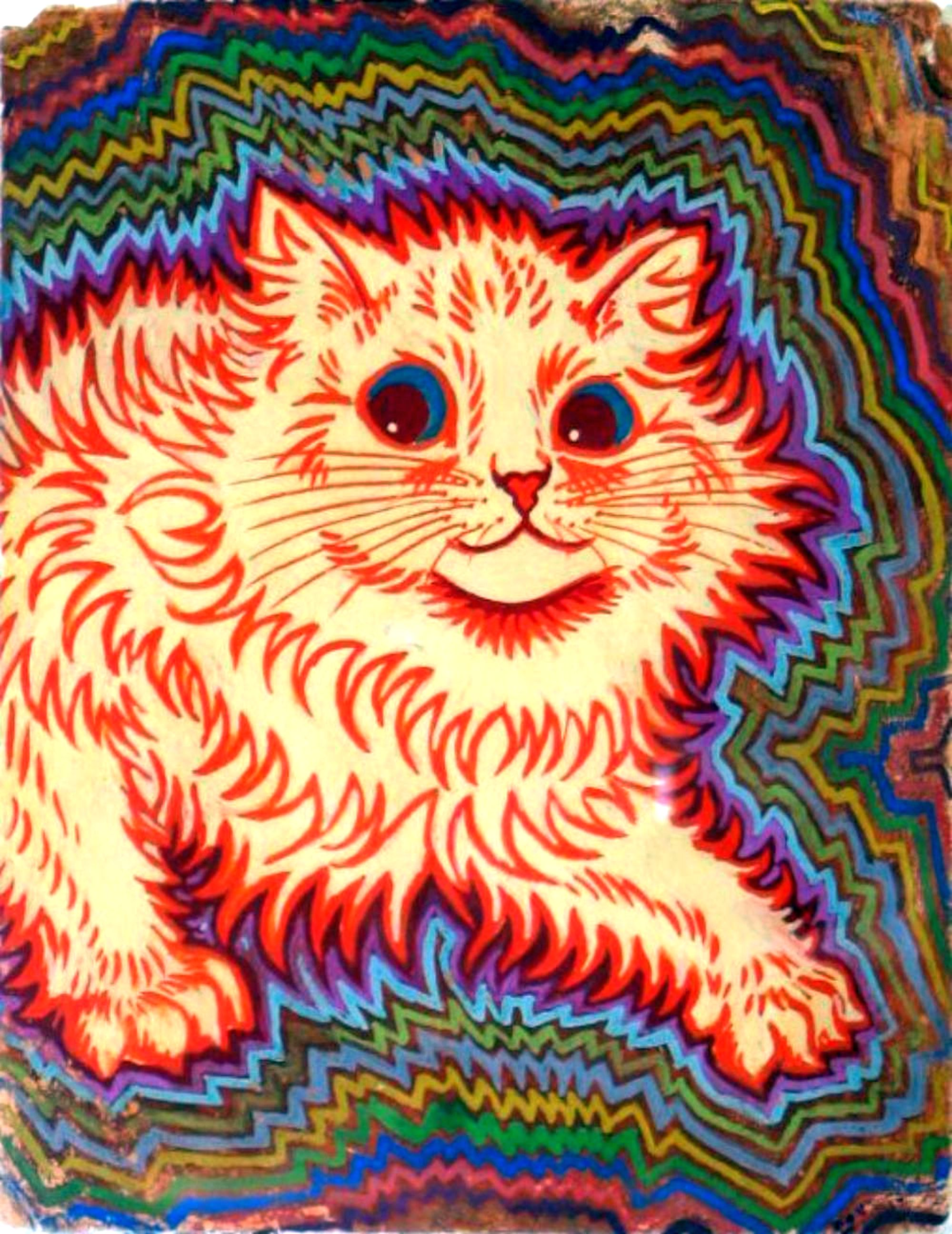
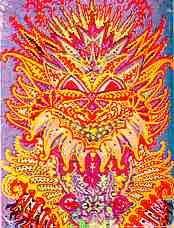
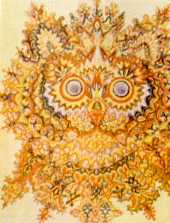
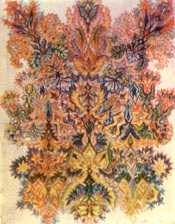

ルイス・ウェインが精神病院の入院期に手がけたさまざまな描画様式。それぞれが制作された時系列は全く判明していない。その中には過渡期のものもあれば、初期または完成期のものもあると思われる。

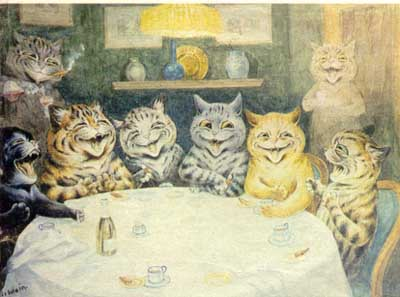
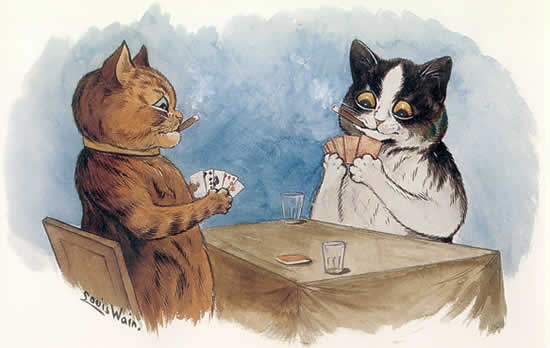
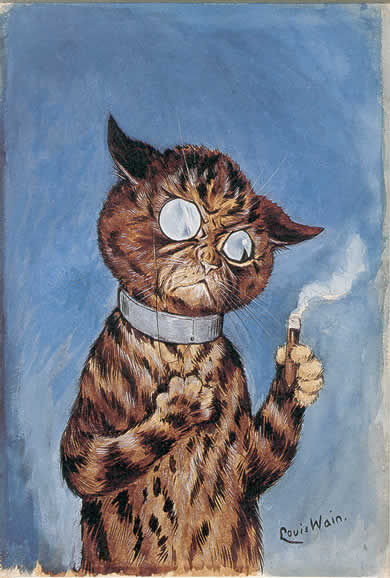

## 題材とした作品
2021年、彼の生涯を描いた映画『ルイス・ウェイン 生涯愛した妻とネコ』が制作され、ベネディクト・カンバーバッチがルイス・ウェインを演じた。